# Tropidolaemus
Tropidolaemus es un género de serpientes venenosas que pertenecen a la subfamilia de víboras de foseta. 

## Descripción
Las hembras pueden llegar a medir un metro y los machos hasta 75 cm. Paren de 12 a 15 crías de unos 12 cm.

## Distribución geográfica
Estas serpientes se encuentran repartidas por Asia.

## Especies
En la actualidad se reconocen 5 especies:
- Tropidolaemus huttoni (Smith, 1949)
- Tropidolaemus laticinctus Kuch, Gumprecht & Melaun, 2007
- Tropidolaemus philippensis (Gray, 1842)
- Tropidolaemus subannulatus (Gray, 1842)
- Tropidolaemus wagleri (Boie, 1827) (especie tipo)